# Hellraiser (Motörhead)
 Hellraiser è un singolo dei Motörhead pubblicato nel 1992 dall'etichetta discografica Sony Records.

## Descrizione
Hellraiser è stato scritto da Ozzy Osbourne, cantante dei Black Sabbath (anche se allora aveva lasciato la formazione, per poi rientrarvi nel 1997), il suo chitarrista Zakk Wylde e Lemmy Kilmister. Ozzy la registrò per il suo album No More Tears (1991), mentre i Motörhead la registrarono come parte della colonna sonora del film Hellraiser III - Inferno sulla città e in seguito la pubblicarono come singolo nel 1992. Successivamente il pezzo venne incluso nell'album March ör Die (1992), nel quale venne inserito anche un altro brano del singolo, Name in Vain. Il brano è inoltre apparso nell'EP '92 Tour EP.
La canzone è stata registrata nelle stesse sessioni di Born to Raise Hell e nel suo videoclip appare anche il famoso Pinhead (Doug Bradley), che in questo caso gioca a carte contro Lemmy, perdendo.
Hellraiser è stata registrata nuovamente per il videogioco Grand Theft Auto: San Andreas, nel quale può essere ascoltata nella stazione Radio: X. Questa versione è cantata da Ozzy Osbourne, ed è caratterizzata da una maggiore qualità audio rispetto alla registrazione originale.
Questa è stata la prima canzone che Mikkey Dee ha registrato per i Motörhead, seguita da Hell in Earth.
Nel 2017 la canzone è stata inclusa nella raccolta Under Cöver.
Il 29 ottobre 2021, in occasione del trentennale dalla sua prima pubblicazione, viene pubblicata una versione remixata del brano, nella quale sono presenti in duetto sia Lemmy che Ozzy. Il video ufficiale, animato, presenta numerosi easter egg sulle carriere dei due artisti, che li vede intenti a scacciare un'invasione aliena mentre Lemmy tenta di recuperare il suo basso, rubato dagli alieni stessi.

## Tracce
Testi e musiche di Ozzy Osbourne, Zakk Wylde e Lemmy Kilmister, eccetto dove indicato.
Vinile 12"
1. Hellraiser – 4:36
2. You Better Run – 4:51 (Kilmister)

CD maxi
1. Hellraiser – 4:36
2. Name in Vain – 3:04 (Kilmister, Burston, Taylor, Campbell)
3. Dead Man's Hand – 3:30 (Kilmister, Burston, Taylor, Campbell)

CD promozionale
1. Hellraiser – 4:37

Download digitale (versione 2021)
1. Hellraiser (30th Anniversary Edition) – 5:01 – Ozzy Osbourne + Motörhead

## Formazione
- Lemmy Kilmister – basso, voce
- Phil Campbell – chitarra
- Würzel – chitarra
- Mikkey Dee – batteria